# فرويلا الثاني ملك ليون
فرويلا الثاني (875 م تقريبًا – يوليو 925) ملك أستورياس منذ وفاة والده ألفونسو الثالث ملك أستورياس عام 910 م وحتى وفاته. قسم والده مملكته عند وفاته بين أبنائه، فكانت أستورياس من نصيب فرويلا. وعند وفاة أخيه أردونيو الثاني ملك ليون عام 924 م، اختار النبلاء فرويلا ليخلفه. غير أنه لم يستمر في الحكم طويلاً حيث توفي في صيف عام 925 م، يقال أن وفاته كانت بسبب الجذام.
تزوج فرويلا مرتين، الأولى من امرأة مجهولة النسب تدعى نونيلا، أنجب منها ثلاثة أبناء: ألفونسو وأردونيو وراميرو. أما الثانية أوراكا فكانت ابنة لأحد حكام تطيلة من بني قسي وفق ما ذكره ابن خلدون وابن حزم، والتي تزوجها فرويلا عام 917 م.